# Europske ekološke norme motornih vozila
Europske ekološke norme motornih vozila su norme emisije ispušnih plinova koje moraju zadovoljavati motorna vozila koja se prodaju, odnosno koja se uvoze u EU. Postoji jedan manji broj iznimaka.

## Popis normi
- Euro 1, iz 1992.:
  - za putnička vozila — 91/441/EEC.
  - za putnička vozila i dio teretnih vozila — 93/59/EEC.

- Euro 2, 1996. za putnička vozila — 94/12/EC (& 96/69/EC)
  - za motocikle — 2002/51/EC — 2006/120/EC
- Euro 3, 2000. za sva vozila — 98/69/EC
  - za motocikle — 2002/51/EC — 2006/120/EC
- Euro 4, 2005. za sva vozila — 98/69/EC (& 2002/80/EC)
- Euro 5, 2009. za laka putnička i komercijalna vozila — 715/2007/EC
- Euro 6, 2014. za laka putnička i komercijalna vozila — 459/2012/EC